# بازار واحد اروپا
بازار واحد اروپا، بازار داخلی یا بازار مشترک (به انگلیسی: European single market، internal market یا common market) یک بازار واحد است که هدف آن تضمین حرکت آزاد کالا، سرمایه، خدمات و نیروی کار - «چهار آزادی» - در اتحادیه اروپا است. این بازار ۲۸ کشور عضو اتحادیه اروپا را شامل می‌شود و با استثناء از طریق موافقتنامه منطقه اقتصادی اروپا و سوئیس از طریق معاهده‌های دوجانبه به ایسلند، لیختن‌اشتاین و نروژ وسعت داده شده‌است.

## چهار آزادی در بازار واحد اروپا
- جابه‌جایی آزاد کالا
- جایه‌جایی آزاد سرمایه
- آزادی برای ایجاد و ارائه خدمات
- جایه‌جایی آزاد افراد